# Obereggen
Obereggen je naselje v Občini Albeck v Okraju Trg na Koroškem v Avstriji.